# Нидо (Бергамо)
Нидо је насеље у Италији у округу Бергамо, региону Ломбардија.
Према процени из 2011. у насељу је живело 415 становника. Насеље се налази на надморској висини од 173 м.